# Comödie Dresden

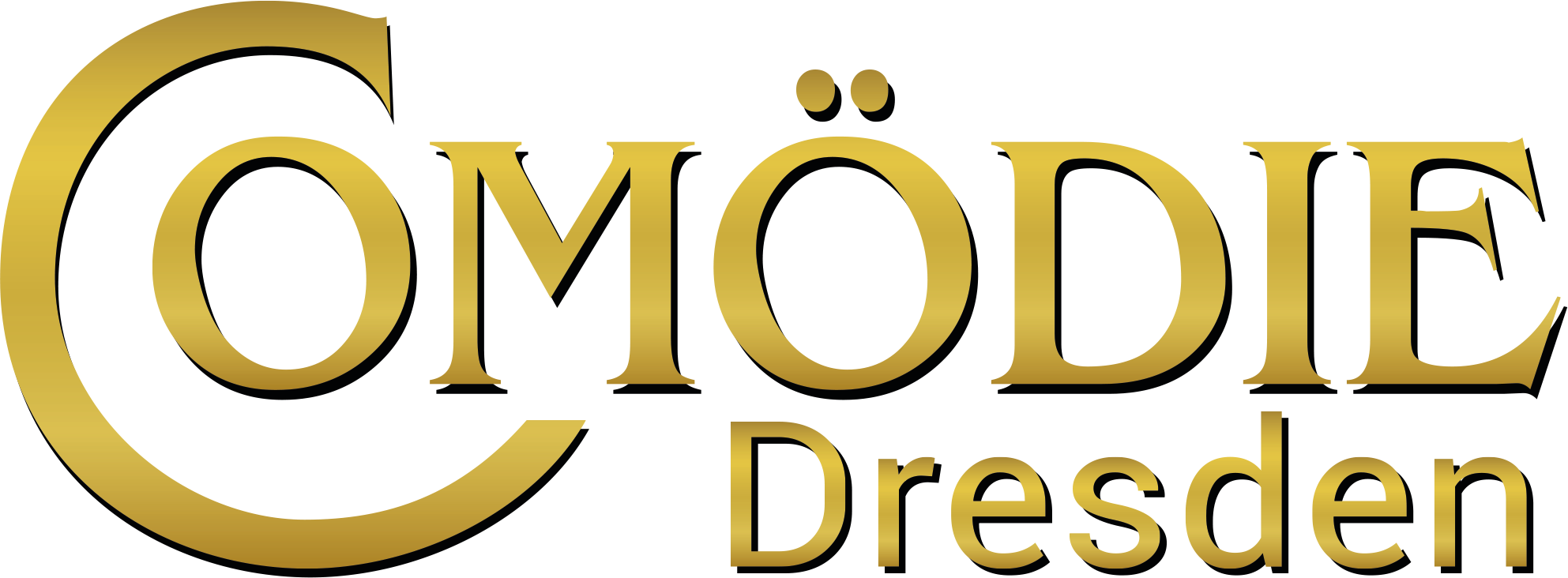
Logo der Comödie Dresden

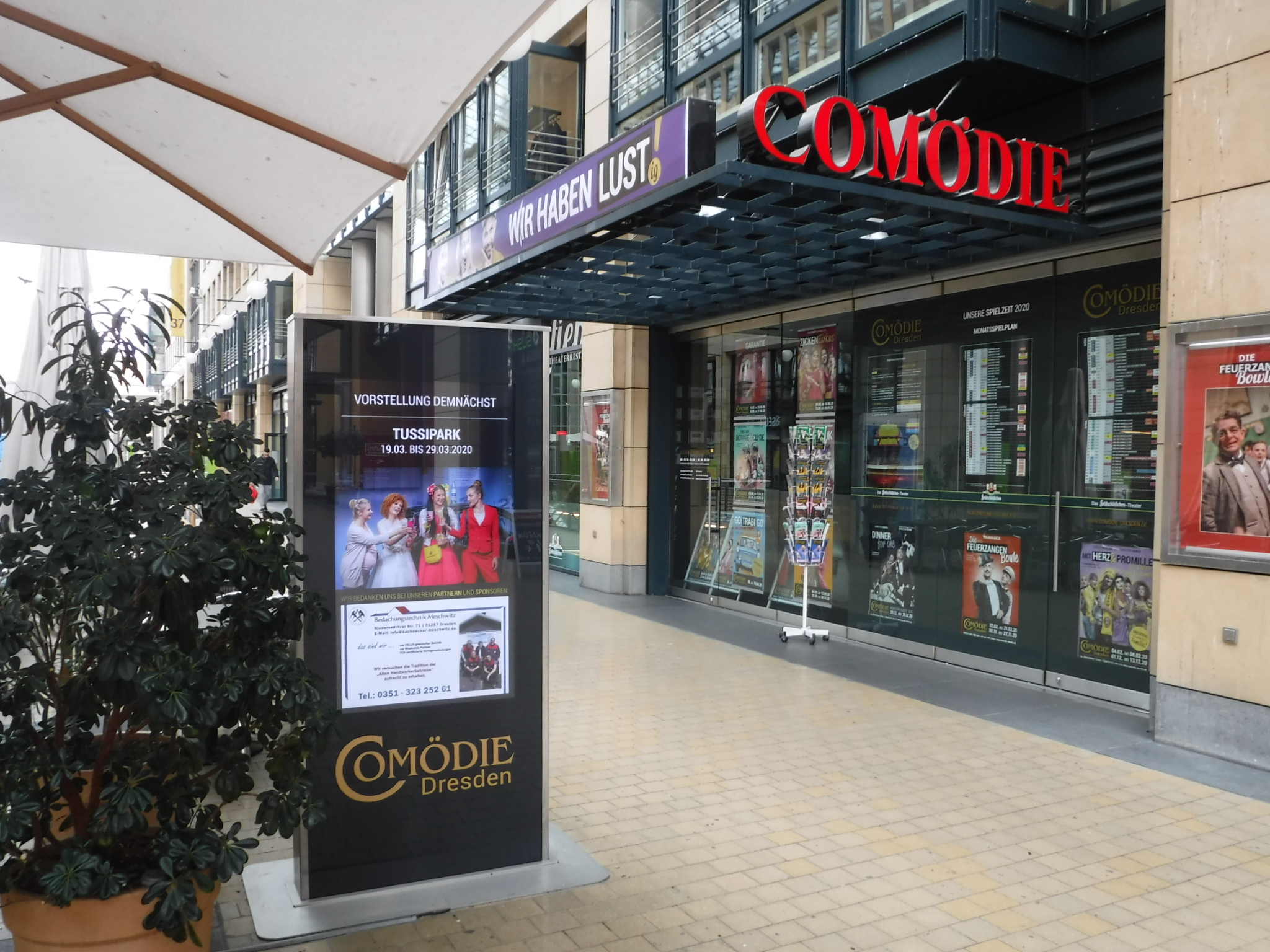
Die Comödie im World Trade Center Dresden

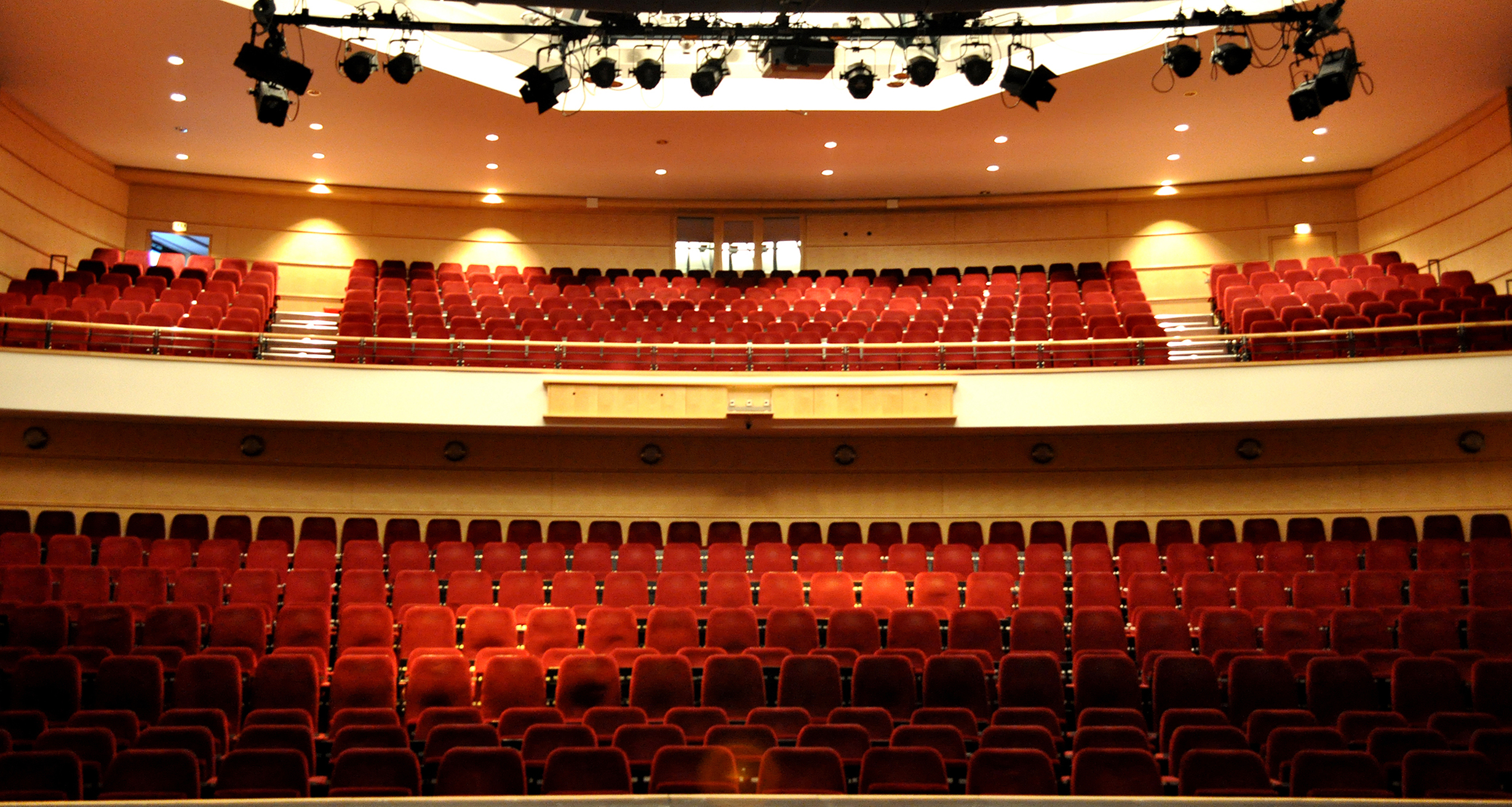
Theatersaal der Comödie Dresden

Die Comödie Dresden ist ein Boulevardtheater in Dresden. Es wurde 1996 als Komödie Dresden eröffnet, verfügt in seiner Spielstätte im World Trade Center Dresden über rund 640 Plätze und ist damit das größte Privattheater in Sachsen.

## Geschichte
Das Theater wurde 1996 von Schauspieler und Theaterregisseur Jürgen Wölffer gegründet. Unter der künstlerischen Leitung von Gerd Schlesselmann feierte am 5. September 1996 Dr. med. Hiob. Prätorius als erstes Stück seine Premiere im neu eröffneten Theater. 2003 übernahm der Schauspieler und Regisseur Jürgen Mai die künstlerische Leitung.
Nach wirtschaftlichen Schwierigkeiten, einer Insolvenz des Theaters und der Kündigung des Mietverhältnisses im World Trade Center wechselte die Geschäftsführung im Jahr 2011; aus der „Komödie“ wurde die „Comödie“ Dresden. Seitdem erinnert der Name wieder an die Schreibweise von Dresdens erstem Comoedienhaus im Jahr 1667.
Seit 2012 ist Christian Kühn künstlerischer Leiter. Das Theater konnte seine Besucherzahlen jährlich steigern (2016/2017 rund 135.000, 2018 rund 140.000 sowie 2019, 2023 und 2024 jeweils rund 160.000 Besucher). Zu den nach verkauften Tickets erfolgreichsten Produktionen der Comödie Dresden zählen die Musical-Inszenierung des Films Go Trabi Go, das Stück Das Wirtshaus im Spessart nach der gleichnamigen Novelle von Wilhelm Hauff, die Musicalkomödie Mit Herz und Promille und seit 2014 die Komödie Die Feuerzangenbowle mit Volker Zack in der Hauptrolle. Die durchschnittliche Auslastung des Theaters betrug 2024 rund 75 Prozent.

## Repertoire
Der Spielplan des Theaters enthält Boulevardstücke, Schwänke, Roman- und Filmadaptionen, musikalische Komödien und Musicals. Unter anderem zu sehen waren Hugo Egon Balder in der Komödie Aufguss (2016) unter der Regie von René Heinersdorff, Bürger Lars Dietrich in den Stücken Machos auf Eis (2011) und (K)ein Guter Tausch (2015), Hardy Krüger Jr. in Die Niere (2019) sowie Jeanette Biedermann in Tussipark (2015) und Ingolf Lück in Unsere Frauen (2017).
An der Comödie Dresden finden Gastspiele im Kabarett, Konzerte und Lesungen statt. Zu den regelmäßigen Gästen zählen Comedians wie Bernd Stelter und Ingo Appelt sowie der Musiker Thomas Stelzer.

## Weitere Spielstätten
Von 2015 bis 2018 bespielte die Comödie Dresden jährlich im Sommer den Innenhof des benachbarten Hotel Elbflorenz mit einer Open-Air-Veranstaltung unter dem Titel „Comödie Draußen“.
Mit der „Comödie im Schloss“ kam 2019 eine weitere Sommerspielstätte am barocken Schloss Übigau in Dresden hinzu, welche bis heute als nunmehr einzige Spielstätte der Comödie für die Sommermonate genutzt wird. Eröffnet wurde das Sommertheater mit dem Stück Das Wirtshaus im Spessart, das dort im Juli und August zu sehen war. Gezeigt wurde außerdem die Revue The Firebirds Burlesque Show der Leipziger Rock-’n’-Roll-Band The Firebirds. Insgesamt wurden im Sommer 2019 19.000 Besucher gezählt. In der Spielzeit 2020 war das Musical The Addams Family von Andrew Lippa zu sehen.

## Auszeichnungen
Die Comödie Dresden erhielt den Deutschen Musical Theater Preis für folgende Ausführungen::
- Deutscher Musical Theater Preis 2019 für Go Trabi Go (Anja Pahl in der Kategorie „Beste weibliche Darstellerin in einer Hauptrolle“)
- Deutscher Musical Theater Preis 2019 für Go Trabi Go (Kategorie „Beste Choreografie“)
- Deutscher Musical Theater Preis 2019 für Mit Herz & Promille (Nico Went in der Kategorie „Bester Darsteller in einer Nebenrolle“)
- Monica-Bleibtreu-Preis 2023 für Die Goldfische (Kategorie „Publikumspreis“)